# Suhayb ar-Rumi
 (avril 2010).
Si vous disposez d'ouvrages ou d'articles de référence ou si vous connaissez des sites web de qualité traitant du thème abordé ici, merci de compléter l'article en donnant les références utiles à sa vérifiabilité et en les liant à la section « Notes et références ».
Suhayb ibn Sinan (arabe : صهيب بن سنان) dit Suhayb le Romain (arabe : صهيب الرومي, Suhayb Ar-Rûmî) né vers 587 et mort en 658 ou 659, était un compagnon de Mahomet, le dernier prophète de l'islam.

## Biographie
Suhayb ar-Rumi vivait dans le palais de son père à Basra, en Irak, lorsque les Romains attaquèrent la ville et prirent Suhayb comme esclave. Il passa le reste de sa jeunesse à Byzance, capitale de l'Empire byzantin, jusqu'à ce que son maître le vende à un Arabe de La Mecque.
À La Mecque, il apprit à faire du commerce, et lorsque son maître vit son honnêteté et son intelligence, il le libéra. Suhayb crut tout de suite au message transmis par Mahomet. Au moment de l'hégire, il décida de se joindre aux compagnons de Mahomet et de partir avec eux à Médine. Voyant ce qu'il emportait avec lui, les  Mecquois s'étonnèrent et lui demandèrent comment un homme arrivé comme esclave avait pu accumuler autant de richesses. En réponse, Suhayb donna tout ce qu'il possédait et partit pour Médine où il resta aux côtés de Mahomet dont il fut un compagnon dévoué jusqu'à sa mort.
C'est lui qui dirigea les affaires des musulmans durant l'agonie du calife Omar ibn al-Khattâb, à sa demande, puis sa prière mortuaire après son décès.